# Love Songs (альбом Дайан Шуур)
Love Songs — студийный альбом американской певицы и пианистки Дайан Шуур, выпущенный в 1993 году на лейбле GRP Records. Альбом получил номинацию на премию «Грэмми» за лучшее традиционное вокальное поп-исполнение.

## Отзывы критиков
| Оценки критиков                            | Оценки критиков |
| Источник                                   | Оценка          |
| ------------------------------------------ | --------------- |
| AllMusic                                   | [ 2 ]           |
| The Encyclopedia of Popular Music          | [ 3 ]           |
| MusicHound Jazz: The Essential Album Guide | [ 4 ]           |
| The Rolling Stone Jazz & Blues Album Guide | [ 5 ]           |

Скотт Яноу из AllMusic отметил, что джазовое содержание этого диска Шуур довольно незначительное, но на самом деле это одна из лучших записей певицы. По его мнению, у неё здесь прекрасный голос, которым она исполняет незамысловатые версии десяти старинных баллад в сопровождении струнного оркестра, и Шуур действительно выделяется в сдержанной обстановке, что делает эту запись превосходной поп-записью. В обзоре журнала Billboard заявили, что в большинстве треков при поддержке оркестра звучат приторные аранжировки, что, впрочем, компенсируется тёплой фразировкой Шуур и величием самого материала. М. Р. Мартинес из Cash Box написал, что этот
сборник песен — отличная ставка на хит, поскольку Том Скотт занимается большей частью продюсирования, запись остаётся свежей, сочной и шикарной, а Шуур привносит в микс свою эмоционально утонченную интерпретацию. 

## Список композиций
1. «When I Fall in Love» (Эдвард Хейман, Виктор Янг) — 4:16
2. «Speak Low (From the Musical Production One Touch of Venus)» (Огден Нэш, Курт Вайль) — 5:11
3. «I Thought About You» (Джимми Ван Хьюзен, Джонни Мерсер) — 3:52
4. «Prelude to a Kiss» (Дюк Эллингтон, Ирвинг Гордон, Ирвинг Миллс) — 4:55
5. «Our Love Is Here to Stay» (Джордж Гершвин, Айра Гершвин) — 3:58
6. «You’ll See» (Кэрролл Коутс) — 4:22
7. «September in the Rain» (Эл Дубин, Гарри Уоррен) — 5:05
8. «The More I See You» (Мак Гордон, Гарри Уоррен) — 4:29
9. «Crazy» (Вилли Нельсон) — 3:55
10. «My One and Only Love» (Роберт Меллин, Гай Вуд) — 4:18
11. «Here’s That Rainy Day» (Джимми Ван Хьюзен, Джонни Берк) — 4:33

## Чарты

### Еженедельные чарты
| Чарт (1993)                     | Высшая позиция |
| ------------------------------- | -------------- |
| США (Billboard Top Jazz Albums) | 3              |

### Годовые чарты
| Чарт (1993)                     | Позиция |
| ------------------------------- | ------- |
| США (Billboard Top Jazz Albums) | 14      |